# Wereldkampioenschap dammen 1959 (match)

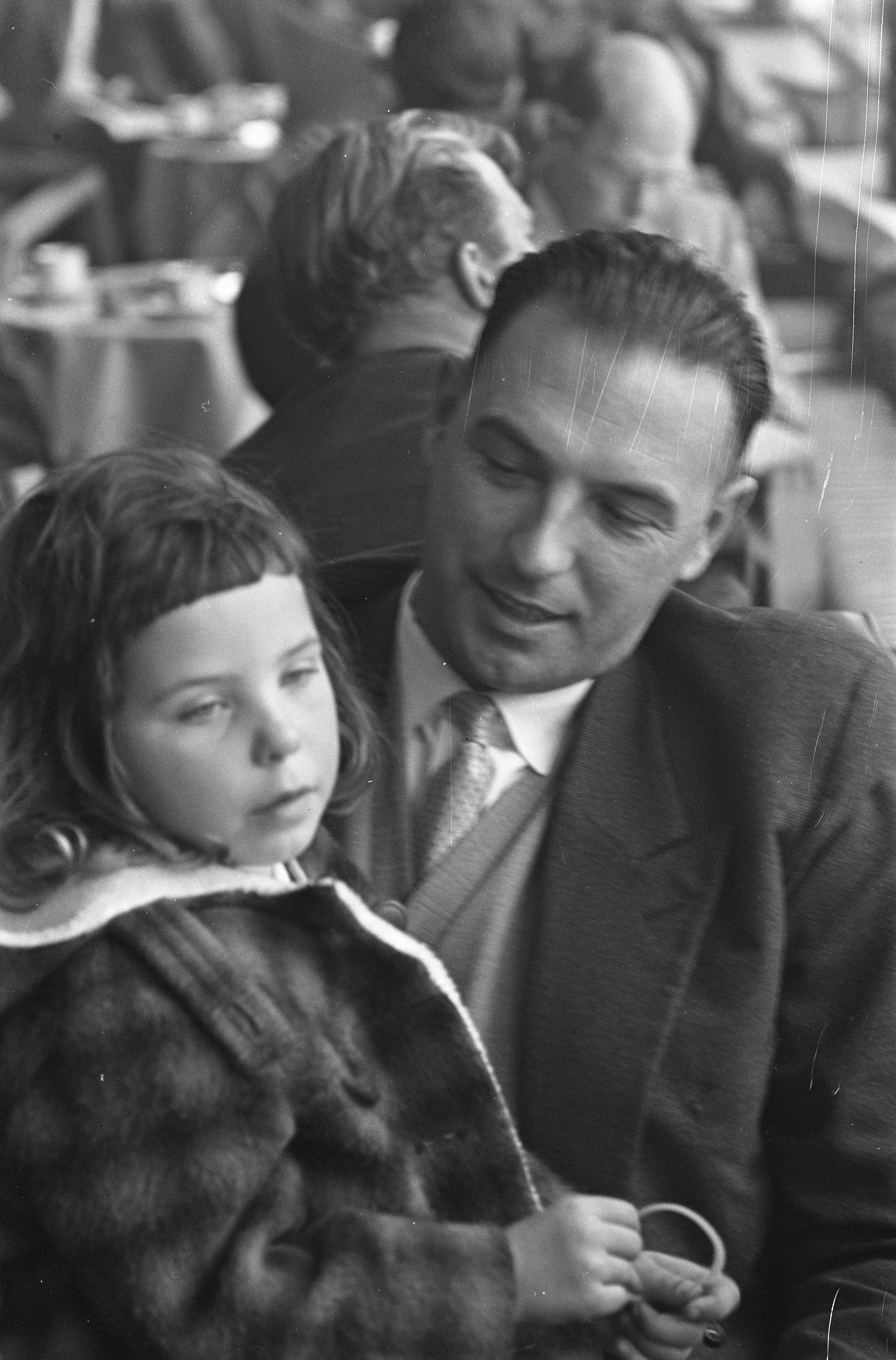
Geert van Dijk voor zijn vertrek naar de match.

De match om het wereldkampioenschap dammen 1959 werd van maandag 16 november t/m zaterdag 12 december 1959 gespeeld door titelhouder Iser Koeperman en de winnaar van het kandidatentoernooi Geert van Dijk. 
De eerste 5 partijen werden gespeeld in Kiev, vervolgens 5 partijen in Minsk, 5 partijen in Riga, 2 partijen in Leningrad en ten slotte 3 partijen in Moskou. 
De match bestond uit 20 partijen en eindigde in 27-13 in het voordeel van Iser Koeperman.

## Uitslagen
| Rang | Land | Naam           | 1 | 2 | 3 | 4 | 5 | 6 | 7 | 8 | 9 | 10 | 11 | 12 | 13 | 14 | 15 | 16 | 17 | 18 | 19 | 20 | punten |
| ---- | ---- | -------------- | - | - | - | - | - | - | - | - | - | -- | -- | -- | -- | -- | -- | -- | -- | -- | -- | -- | ------ |
| 1    | URS  | Iser Koeperman | 1 | 1 | 1 | 1 | 2 | 1 | 2 | 2 | 2 | 2  | 1  | 2  | 1  | 1  | 1  | 1  | 1  | 2  | 1  | 1  | 27     |
| 2    | NED  | Geert van Dijk | 1 | 1 | 1 | 1 | 0 | 1 | 0 | 0 | 0 | 0  | 1  | 0  | 1  | 1  | 1  | 1  | 1  | 0  | 1  | 1  | 13     |